# Ärteråsens fäbodar

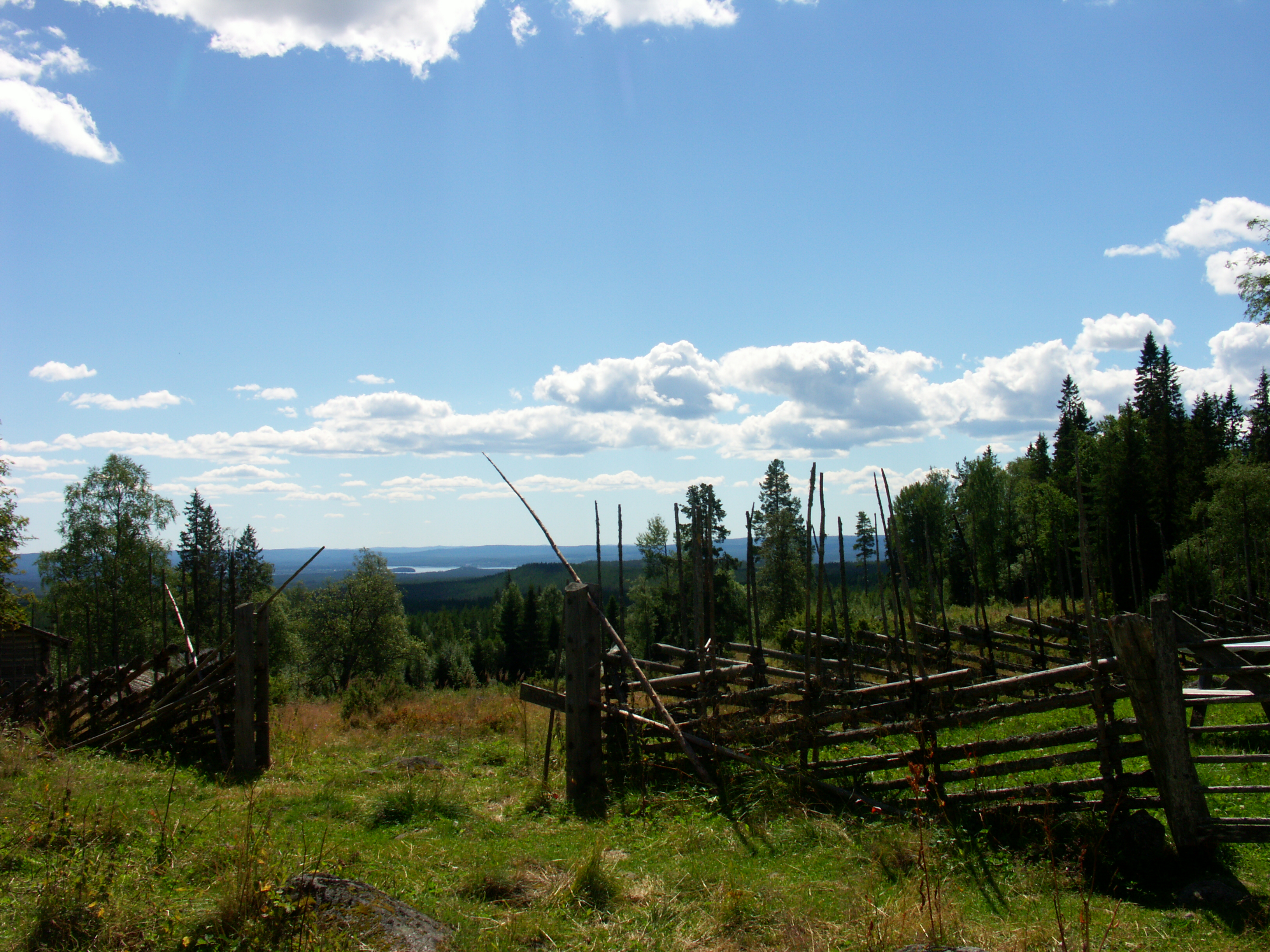
Utsikt från Ärteråsens fäbod

Ärteråsens fäbodar är en fäbod i Ore socken, Rättviks kommun.
Fäboden som är känd sedan 1600-talet och har en vidsträckt utsikt över skogar, berg och sjöar. Idag finns 10 eldhus och ett flertal andra byggnader. Den har sedan fäboddriften lades ned genomgått en omfattande restaurering och sommartid hålls åter djur i fäboden och en servering är inhyst i en av fäbodstugorna. På berget ovanför fäboden finns även ett utkikstorn. Siljansleden passerar Ärteråsen. 